# Fiela's Child (Fiela se Kind)
Fiela's Child, original Fiela se Kind, é um drama sul-africano da autoria de Dalene Matthee, publicado em 1985. O romance original em Afrikaans foi traduzido para inglês, francês, alemão, italiano, hebraico, islandês e cingalês, entre outros. 

## Enredo
A história tem lugar na floresta de Knysna, na África do Sul, no século XIX, e conta a história de uma mulher mestiça, (Cape Coloured) Fiela Komoetie, e a sua família que adota uma criança branca abandonada Benjamin Komoetie, que Fiela encontrou à sua porta com três anos de idade. Nove anos mais tarde, os recenseadores passam pelo Long Kloof para recenseamento da população. Ficam chocados ao deparar com uma criança branca a viver no meio duma família de cor, e depreendem que a criança branca deve ser o menino perdido pelos van Rooyens mais ou menos ao mesmo tempo e que vivem na Floresta. Fiela fica muito perturbada porque sabe que a audiência exigada pelo magistrado local, pode significar que lhe retirem a custódia da criança, pois o magistrado é um supremacista branco. O magistrado avisa Fiela para não interferir ou sofrerá consequências legais. A criança é levada para longe dela e forçada a viver com os van Rooyens, que são madeireiros. As condições de vida com os brancos são muito piores do que com a sua família de cor. O chefe de família, Elias van Rooyen, abusa continuamente a família e todos debaixo do seu teto são infelizes. A criança, entretanto já um adolescente, Benjamin Komoetie, é forçada a assumir o nome de Lukas van Rooyen e entretanto apaixona-se pela suposta irmã, Nina van Rooyen. O clímax da história acontece alguns anos depois, quando o rapaz força a sua "mãe" branca a confessar que ele não é realmente o seu filho e ele retorna à mãe Fiela e à família, que o acolhe como seu.

## Temas
Matthee aborda e expõe problemas ambientais, racismo e sexismo, bem como discriminação entre classes sociais. O cervo-azul é caçado e os elefantes são dizimados sem controle. Os brancos e crioulos têm relações tensas após o apartheid, com a lei a favor dos brancos. A indústria marítima está em crise após a introdução de navios a vapor. 

## Filme
O livro foi transformado em filme em 1988 com Shaleen Surtie-Richards no papel de Fiela. 